# Kurarua delicata
Kurarua delicata är en skalbaggsart som beskrevs av Holzschuh 1991. Kurarua delicata ingår i släktet Kurarua och familjen långhorningar. Inga underarter finns listade i Catalogue of Life.